# المهرجان الدولي للموسيقى السمفونية بالجم

شعار المهرجان الدولي للموسيقى السمفونية بالجم

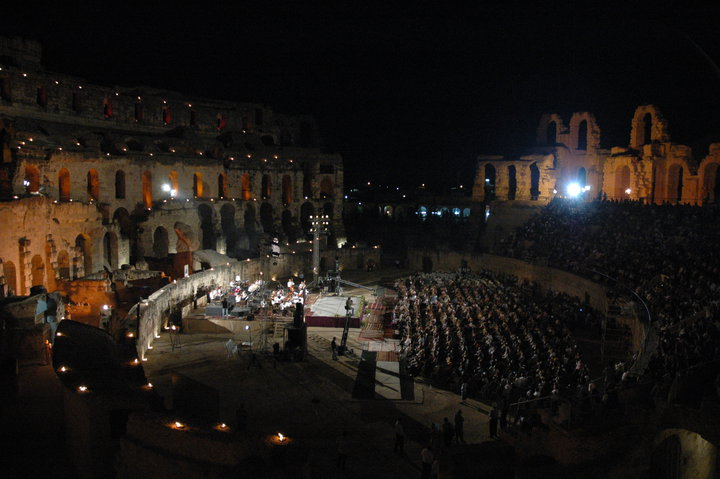
أوركسترا أوبرا فيينا في 2011

المهرجان الدولي للموسيقى السمفونية بالجم (بالإنجليزية: International Festival of Music Symfonica of El-Jem)‏ مهرجان دولي تنضم فيه عروض الموسيقى السمفونية وموسيقى الحجرة والغوسبل منذ عام 1985 بمسرح الجم بمدينة الجم بولاية المهدية.
أشار الأستاذ رمزي جنيح المدير التنفيذي للمهرجان الدولي بالجم للموسيقى السمفونية إلى أنّه تم ابرام اتفاقية شراكة تونسية إيطالية حيث تم تنصيب المايسترو فرانشيسكو لافيكيا قائد الأوركستر السمفوني بروما مديرا فنيا للمهرجان إلى غاية دورة 2016 وذلك يأتي في إطار العلاقات الثقافية بين تونس وإيطاليا.
و أضاف إلى أنّ المايسترو لافيكيا بيّن أنه أدار عديد المهرجانات الموسيقية في إيطاليا والمكسيك وسيقوم خلال الفترة القادمة وحتى عام 2016 بالعمل على جعل المهرجان وجهة سياحية من خلال التعريف به والدعوة لحضور عروضه المتميزة.